# Lac de Küçükçekmece
Le lac de Küçükçekmece est un lac situé à 15 km à l'ouest d'Istanbul, bordant la ville de Küçükçekmece, il est au niveau de la mer et séparé de la Mer de Marmara par un cordon peu profond résultant d'alluvions. Le canal d'Istanbul, en projet (janvier 2018), devrait passer par ce lac.